# Badr 3
Badr 3 — nieczynny satelita telekomunikacyjny arabskiego operatora satelitarnego Arabsat wystrzelony 26 lutego 1999 r.
Satelita pracował na orbicie geostacjonarnej na długości geograficznej 26°E.
Jego zadaniem było przekazywanie sygnałów telewizyjnych oraz programów radiowych. Zasięg przekaźników obejmował Azję Mniejszą (historyczna nazwa obszaru dzisiejszej Turcji) i Afrykę Północną. Słabszy sygnał docierał również do Europy Zachodniej, Południowej i Środkowej, oraz krajów afrykańskich położonych w okolicach zwrotnika Raka.
W sierpniu 2009 Badr 3 zakończył pracę i obecnie znajduje się na tzw. orbicie cmentarnej.

## Budowa
Satelita został zbudowany przez konsorcjum Aérospatiale, w oparciu o platformę Spacebus 3000. Okres żywotności satelity planowano na 12 lat.
Satelita wyposażony jest w 20 transpondery pasma Ku, o szerokości pasma 34 MHz. W grudniu 2001 r. 8 transponderów zostało utraconych przez defekt panelu ogniw słonecznych.